# 단체 가환환
가환대수학과 호모토피 이론에서, 단체 가환환(單體可換環, 영어: simplicial commutative ring)은 단체 집합의 구조를 갖는 가환환이다.

## 정의
단체 가환환은 가환환의 범주 {\displaystyle \operatorname {CRing} } 위의 단체 대상이다.

## 성질
모든 단체 가환환은 (덧셈군 구조를 생각하면) 단체군이므로, 칸 복합체이다. 따라서, 그 호모토피 군
{\displaystyle \pi _{n}(R_{\bullet })\qquad (n\in \mathbb {N} )}
을 취할 수 있다. 이는 등급 가환 등급환을 이룬다.
특히, 연결 성분의 집합(=0차 호모토피 군)은 가환환을 이룬며, 그 오른쪽 수반 함자는 가환환 {\displaystyle R}를, 모든 단체 집합 사상이 항등 함수인 단체 가환환으로 포함시키는 것이다. 이에 따라, 가환환의 범주는 단체 가환호나의 범주의 반사 부분 범주를 이룬다.
{\displaystyle \operatorname {CRing} {\overset {\pi _{0}}{\leftrightarrows }}\operatorname {s} (\operatorname {CRing} )}
또한, 고차 호모토피 군 {\displaystyle \pi _{i}(R)}은 {\displaystyle \pi _{0}(R)} 위의 가군을 이룬다.

### 모형 범주 구조
단체 가환환의 범주 {\displaystyle \operatorname {s} (\operatorname {CRing} )} 위에는 다음과 같은 모형 범주 구조가 존재한다.
- 올뭉치는 단체 집합의 (퀼런 모형 범주 구조의) 올뭉치이다.
- 약한 동치는 단체 집합의 (퀼런 모형 범주 구조의) 약한 동치이다. 즉, 각 성분별 호모토피 군의 동형을 유도하는 단체 가환환 사상이다.

(쌍대올뭉치는 위 두 정의로부터 결정된다.)
또한, 망각 함자
{\displaystyle \operatorname {s} (\operatorname {CRing} )\to \operatorname {s} (\operatorname {Set} )}
는 왼쪽 수반 함자를 가지며, 이는 모형 범주의 퀼런 수반 함자를 이룬다.
사실, 모노이드 돌트-칸 대응에 따라서, 표수 0의 체 {\displaystyle K}에 대하여 모형 범주의 퀼런 동치
{\displaystyle \operatorname {s} (\operatorname {CRing} /K)\leftrightarrows \operatorname {cdgAlg} _{K}^{\geq 0}}
가 존재한다. 여기서 {\displaystyle \operatorname {cdgAlg} _{K}^{\geq 0}}는 {\displaystyle K} 위의 가환 미분 등급 대수의 모형 범주이다.

## 예
모든 성분 {\displaystyle K_{i}}가 체인 단체 가환환 {\displaystyle K_{\bullet }}은 자명하며, 모든 단체 사상들 {\displaystyle \sigma _{n,k}}, {\displaystyle \delta _{n,k}}이 동형 사상다. 이는 단체 범주의 항등식에 의하여, 사상
{\displaystyle \sigma _{n-1,0}\circ \dotsb \circ \sigma _{0,0}\colon K_{0}\to K_{n}}
이 오른쪽 역사상
{\displaystyle \sigma _{1,0}\circ \dotsb \circ \delta _{n,0}\colon K_{n}\to K_{0}}
을 가지므로, 이들이 체의 동형 사상을 이루어야 하기 때문이다.